# Lilltjärnen (Lycksele socken, Lappland, 719679-162854)
Lilltjärnen är en sjö i Lycksele kommun i Lappland och ingår i Umeälvens huvudavrinningsområde.